# Борове озеро
Борове́ о́зеро — заплавне озеро у Коропському районі Чернігівської області, на лівому березі Десни (басейн Дніпра), за 4,5 км на південний схід від села Радичева.
Довжина понад 680 м.ширина 120 м, площа 7 га, глибина 3—5 м. Улоговина видовженої форми, східний і північно-східні береги підвищені, вкриті вільхою, західні і південні — низькі, поросли вербою. Живлення мішане
Температура води влітку від +17, + 18,5 °C на глибині 0,5 м, до +10, + 11,5 °C на глибині 3,5 м. Узимку замерзає. Прозорість води до 1,25 м. Дно вкрите торфянистими відкладами з домішками піску.
Серед водяної рослинності — очерет звичайний, лепешняк великий, аїр звичайний, латаття біле, глечики жовті, елодея канадська; є реліктові рослини (плавун щитолистий, різуха мала).
Водяться карась, окунь, плітка. У прибережних заростях — гніздування очеретянок, болотних крячків, кропив'янок.
Озеро та його береги — місце відпочинку; рибальство.